# Anekal (Rural), Anekal
Anekal (Rural) là một làng thuộc tehsil Anekal, huyện Bangalore Urban, bang Karnataka, Ấn Độ.